# Monochroa
Monochroa is een geslacht van vlinders van de familie tastermotten (Gelechiidae).

## Soorten
- M. absconditella (Walker, 1864)
- M. agatha (Meyrick, 1918)
- M. ainella Chrétien, 1908
- M. angustipennella (Clemens, 1863)
- M. arundinetella

Lichte boegsprietmot (Boyd, 1857)
- M. cleodora (Meyrick, 1935)
- M. conspersella

Witvlekboegsprietmot (Herrich-Schäffer, 1854)
- M. cytisella

Varenboegsprietmot (Curtis, 1837)
- M. chromophanes (Meyrick, 1938)
- M. decolorella (Herrich-Schäffer, 1854)
- M. dellabeffai (Rebel, 1932)
- M. disconotella (Chambers, 1878)
- M. discriminata (Meyrick, 1923)
- M. divisella

Donkere boegsprietmot (Douglas, 1850)
- M. drosocrypta (Meyrick, 1926)
- M. elongella

Zandplaatboegsprietmot (Heinemann, 1870)
- M. farinosae (Stainton, 1867)
- M. ferrea (Frey, 1870)
- M. fervidella (Mann, 1864)
- M. fragariae (Busck, 1919)
- M. gilvolinella (Clemens, 1863)
- M. gracilella Chrétien, 1908
- M. griseella (Heinemann, 1870)
- M. harrisonella (Busck, 1904)
- M. hornigi

Duizendknoopboegsprietmot (Staudinger, 1883)
- M. inflexella Svensson, 1992
- M. ingravata (Meyrick, 1918)
- M. leptocrossa (Meyrick, 1926)
- M. lucidella

Geelbandboegsprietmot (Stephens, 1834)
- M. lutulentella

Spireaboegsprietmot (Zeller, 1839)
- M. melagonella (Constant, 1895)
- M. monactis (Meyrick, 1923)
- M. moyses

Zeeuwse boegsprietmot Uffen, 1991
- M. nigromaculella (Millière, 1872)
- M. niphognatha (Gozmany, 1953)

- M. nomadella (Zeller, 1868)
- M. palustrellus

Gestreepte boegsprietmot (Douglas, 1850)
- M. parvulata (Gozmany, 1957)
- M. pentameris (Meyrick, 1931)
- M. perterrita (Meyrick, 1923)
- M. pessocrossa (Meyrick, 1926)
- M. placidella (Zeller, 1874)
- M. plusia (Caradja, 1920)
- M. psamathias Meyrick, 1891
- M. quinquepunctella (Busck, 1903)
- M. rebeli (M. Hering, 1927)
- M. repudiata (Meyrick, 1923)
- M. rhenanella (Heyden, 1863)
- M. robusta (Braun, 1921)
- M. rufulella (Snellen, 1884)
- M. rumicetella (O. Hofmann, 1868)
- M. rutilella (Snellen, 1884)
- M. saltenella (Benander, 1928)
- M. scutatella (Muller-Rutz, 1920)
- M. sepicolella (Herrich-Schäffer, 1854)
- M. servella (Zeller, 1839)
- M. simplicella (Lienig & Zeller, 1846)
- M. sperata Huemer & Karsholt, 2010
- M. suffusella

Tweevleksboegsprietmot (Douglas, 1850)
- M. tenebrella

Olijfkleurige boegsprietmot (Hübner, 1817)
- M. tetragonella

Zwartvlekboegsprietmot (Stainton, 1885)
- M. uralensis Junnilainen, 2010